# Jus de sapho
L'élixir de sapho est une boisson fictive dans le Cycle de Dune, la saga écrite par le romancier Frank Herbert (1920-1986).
Il s’agit d'un liquide hautement énergétique, extraits des racines d'Ecaz, que les Mentats, véritables ordinateurs humains, utilisent pour décupler leurs facultés cognitives. Les adeptes de cette boisson sont reconnaissables à leurs lèvres teintées de manière indélébile d'un rouge rubis caractéristique.